# Benchicao
Benchicao là một đô thị thuộc tỉnh Médéa, Algérie. Dân số thời điểm năm 2002 là 8.946 người.